# Renault Mégane Coupé Concept
Das Renault Mégane Concept wurde von Renault auf dem Genfer Auto-Salon im Frühjahr 2008 unter Leitung von Patrick le Quément vorgestellt.

## Motor
Angetrieben wird das Mégane Concept von einem 2,0 Liter-Turbomotor mit 200 PS, der 280 Nm bei 2.600 Umdrehungen in der Minute leisten soll. Eine manuelle Sechsgang-Schaltung leitet die Kraft an die 21 Zoll großen Siebensternräder weiter. Der Sprint von 0 auf 100 km/h soll (laut Herstellerangaben) in 7,2 Sekunden erfolgen. Im Rahmen für den Umweltschutz sind neue Filter verbaut, die nur 154 g/km Co² ausstoßen.

## Innovation

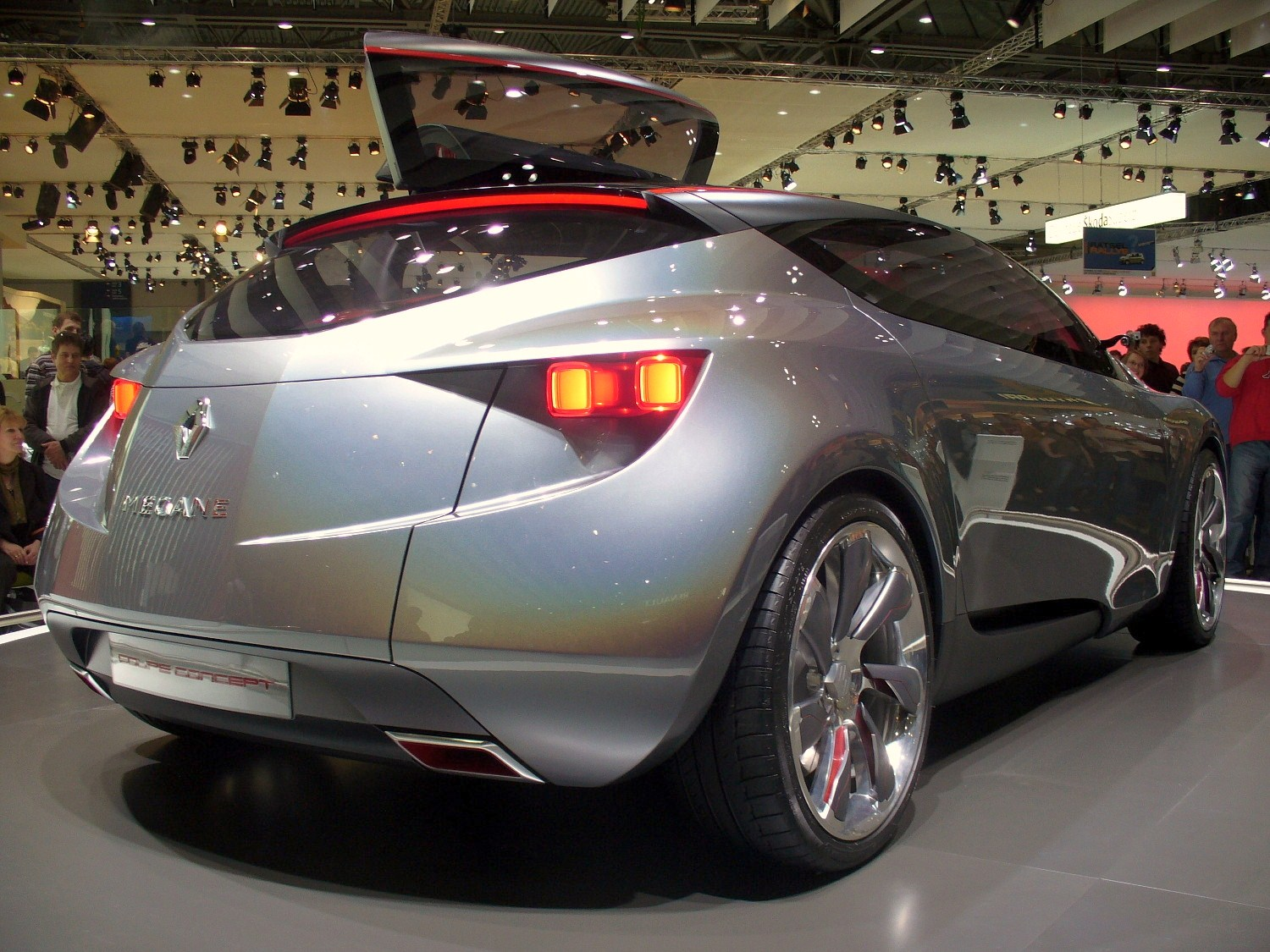
Heckansicht

Die Frontlichter bestehen aus LED-Reihen mit Fern- und Abblendlicht-Dioden. Die Nebelscheinwerfer dienen als Tagfahrlicht. Zwei Libellenflügeltüren geben den Blick in den Innenraum frei. Im Innenraum selbst sind zwei asymmetrische Vordersitze, die an den Seitenschwellern mit befestigt sind. Der Fahrer findet Instrumente vor, die Flugzeugarmaturen ähnlich sind. Der Tachometer und der Drehzahlmesser sind schwarz mit weißen Ziffern und einer roten Ausleuchtung. In der Mitte der Armatur befindet sich ein dreigeteilter Monitor. Im mittleren Teil sind das Navigationssystem, das Radio oder das Telefon bedienbar. Die äußeren Teile liefern die Bilder der Außenspiegelkameras. Der Clou an dem Mégane Coupé Concept ist, dass das Öffnen und das Schließen des Wagens über ein Mobiltelefon vom Typ Samsung F700 erfolgt. Dieses Mobiltelefon übernimmt gleichzeitig das "Keycard Handsfree-System" zum Starten des Autos.